# Paolo Aretino
Paolo Antonio del Bivi, detto Paolo Aretino (Arezzo, 1º marzo 1508 – Arezzo, 24 novembre 1584), è stato un compositore rinascimentale italiano nato e vissuto ad Arezzo.

## Biografia
Le principali fonti per lo studio biografico di Paolo Aretino sono costituite dai vari atti e documenti conservati in Arezzo presso gli archivi del Duomo, della Curia e del Comune. Altre preziose informazioni possono essere ricavate da alcune lettere indirizzate a Francesca Maria de Medici dallo stesso compositore, conservate presso l'Archivio di stato di Firenze e pubblicate dal Gandolfi nella Rivista Musicale Italiana; di notevole interesse la lettera dedicatoria della raccolta di madrigali del 1558, sempre a Francesco Maria de Medici, riportata per esteso più avanti.
Di tutto questo materiale si è servito Francesco Coradini per ricostruire la biografia dell'Aretino nell'articolo pubblicato in tre parti su «Note d'archivio», rispettivamente nel 1924 (la prima e la seconda parte) e nel 1926 (la terza).
La data di nascita di Paolo Aretino non è rimasta in alcun documento. Si può stabilire comunque che egli nacque nell'anno 1508, dal momento che il libro dei battezzati di Santa maria della Pieve di Arezzo riporta la data di battesimo di «Pauolo Antonio de Papo del Bivi: 1º marzo 1507 ab incarnatione» (e quindi il 1508). Dai Decreti Capitolari dell'Archivio della Pieve apprendiamo poi che il 1º maggio 1530, l'Aretino figurava già in servizio presso Santa Maria della Pieve con l'incarico di «mansionario» (non si specifica altrimenti l'attività del compositore) e che egli ottenne l'incarico di «insegnare a cantare a canonici e cappellani et mansionarii et chierici e per sua salario deba avere staia 24 di grano ongni anno».
Nel 1533 Paolo Aretino risulta in servizio presso la Cattedrale di Arezzo; così leggiamo infatti della «Entrata e Uscita del Capitolo di Santa Maria della Pieve: a ser Pauoloantolio del Bivi mansionario in vescovado [la Cattedrale] a di 20 luglio [1533] staia 7 di grano per il suo resto del servizio di l'anno passato».
La elezione di Paolo Aretino a maestro di canto dello stesso Duomo di Arezzo risulta dal Provveditore a partire dal 1538, mentre è del 1544 la notizia, tratta dalle Deliberazioni del Duomo, che attesta il licenziamento di Paolo Aretino, dovuto principalmente a difficoltà di carattere economico del capitolo; infatti la sede rimane vacante e nessun maestro di canto sarà nominato in Duomo fino al 1547.
Tolto dall'incarico di maestro di canto, il compositore lascia definitivamente il Duomo e viene nominato Canonico di santa Maria della Pieve, ove rimane fino alla sua morte, avvenuta il 10 luglio 1584.
Fu un polifonista sacro, un autore di madrigali (per esempio dei Madrigali cromatici, 1549) e maestro di cappella del duomo.

## Considerazioni artistiche
Alla produzione musicale di Paolo Aretino non è mai stato dato il giusto valore; anzi, su queste opere sono stati formulati giudizi frettolosi e negativi, quale, per fare l'esempio più significativo, quello di Alfred Einstein, che, relativamente ai madrigali dell'Aretino, non esita ad affermare: «his is a provincial art whith need not detain us long». Uno studio approfondito dimostra invece che Paolo Aretino è un autore estremamente aperto a tutte le novità del suo tempo, impegnato a fondo nel suo lavoro di maestro di cappella e contemporaneamente compositore che, a tutti gli effetti, si può inserire, con un peso non trascurabile, nella produzione del suo tempo.
La Passione secondo Giovanni, una delle sue opere legate alla drammaturgia liturgica, di cui si conserva il manoscritto originale, è stata rappresentata grazie all'edizione del musicologo Francesco Luisi varie volte dal 1989 con successo, anche per il Teatro alla Scala di Milano e per la Radio Svizzera Italiana di Lugano. Oggi viene spesso ricordato nelle manifestazioni del Concorso Polifonico Internazionale "Guido d'Arezzo" intitolato a Guido Monaco, (altro aretino inventore del moderno spartito musicale) gara canora patrocinata dagli enti locali. La Passione secondo San Giovanni è stata eseguita nel 2015 dalla Coro Vox Cordis di Arezzo, proprio in Santa Maria della Pieve, chiesa dove probabilmente fu composta l'opera, grazie all'edizione di Luciano Tagliaferri e alla revisione di Lorenzo Donati, direttore dell'ensemble aretino. Le riprese della serata hanno permesso di realizzare un DVD. Di prossima pubblicazione il CD.
Per quanto riguarda le edizioni moderne della musica profana di Paolo Aretino (Il primo libro dei madrigali cromati, stampato a Venezia per i tipi di Gerolamo Scotto nel 1549 e Li madrigali a V. VI. VII. VIII. sono pubblicati a Venezia per i tipi di Gerolamo Scotto nel 1558), anche se per ora rimasto a livello manoscritto, da segnalare il lavoro di edizione moderna dei due libri di madrigali di Paolo Aretino, quale tesi di diploma in Palografia e Filologia Musicale, presso la omonima scuola di Cremona a cura di Luciano Tagliaferri (1984). È allo studio la pubblicazione di tali madrigali nella collana Opera Omnia curata dal musicologo prof. Francesco Luisi. Nel 2011, a cura del musicologo Luciano Tagliaferri, è stato pubblicato il libro Paolo Antonio del Bivi, alias Paolo Aretino, e il suo tempo (Arezzo, 1508-1584) Un musicista aretino contemporaneo di Giorgio Vasari, Settore 8 Editrice, con l'esecuzione di alcuni “madrigali” (prima esecuzione mondiale assoluta) e alcuni responsoria di Paolo Aretino a cura del gruppo Hesperimenta Vocal Ensemble di Arezzo. Da segnalare la presenza di due madrigali della raccolta del 1549, Consumando mi vò di piaggia in piaggia e La grata vista e l'angelico riso, nel volume LXXIII del C.M.M., The Anthologies of Black-note Madrigals, testo che raccoglie anche tutti i madrigali presenti nella già citata antologia stampa a Venezia da Antonio Gardano nel 1543, Il secondo libro de li madrigali de diversi eccellentissimi autori a misura di breve novamente stampato a quattro voci.

## Fonti
Dell'intera produzione di Aretino ci è pervenuta solo una composizione in forma manoscritta coeva: la Passio Jesu Christi secundum Johannem oggi alla Biblioteca Nazionale Centrale di Firenze. Di quest'opera Kurt von Fischer ha realizzato un'edizione moderna nel 1958, per la World Library of Sacred Music di Cincinnati. Tutto il resto sopravvive in forma stampata.

### Opere stampate di Aretino
| Titolo                                | Prima edizione           | Enti conservatori | Ristampa o precedente edizione antica | Trascrizioni/Edizioni moderne |
| ------------------------------------- | ------------------------ | --- | --- | --- |
| Sacra responsoria, tum Natali domini  | Venezia, Scotto, 1544    | Siena, Biblioteca dell'Accademia Chigiana Vienna, Österreichische Nationalbibliothek Monaco di Baviera, Bayerische Staatsbibliothek (versione digitalizzata qui) Cracovia, Biblioteka Jagiellońska | Scotto realizzò una seconda edizione nel 1563, oggi alla Biblioteka Jagiellońska. Nel 1564, ancora a Venezia, stampò una sua versione anche l'editore Rampazetto, oggi al Museo Internazionale e Biblioteca della Musica di Bologna e alla Biblioteca Nazionale di Firenze. | Dall'edizione monacese furono realizzate due trascrizioni manoscritte: una integrale nel 1849 dal prelato Raimund Schlecht a Ingolstadt, l'altra, di un singolo responsorio, nel 1857, ancora in ambiente ecclesiastico e oggi al Bistumsarchiv di Treviri. |
| Litanie                               | Venezia, Gardano, 1546   | Tarazona (Spagna), Cattedrale | Girolamo Scotto ristampò quest'opera a Venezia nel 1563; la sua edizione oggi è alla British Library e al Conservatoire de Paris | |
| Libro primo di madrigali cromati      | Venezia, Scotto, 1549    | Firenze, Conservatorio | | |
| Madrigali a 5, 6, 7, 8 voci           | Venezia, Scotto, 1558    | Firenze, Biblioteca Nazionale Stoccolma, Musik- och teaterbiblioteket | Due madrigali di questa raccolta (Consumando m'en vo e La grata vista) erano già apparsi in una collezione di musica vocale edita da Gardano a Venezia nel 1543, oggi conservata in numerose biblioteche                                                                    | Uno dei madrigali a 5 voci (Perché nel petto mio) compare in una miscellanea manoscritta di 74 pezzi raccolta a inizio Seicento da Thomas Egerton, oggi conservata alla Huntington Library di San Marino in California Consumando m'en vo e La grata vista furono trascritti dall'edizione Gardano nell'800, da Robert Eitner ed Emil Vogel, e compaiono nella raccolta The Anthology of Black-Note Madrigals, curata da Don Harrán a partire dal 1978 per l'American Institute of Musicology, a cui si aggiunge un terzo (Deh, dolce pastorella, dall'edizione Scotto) per molti anni considerato anonimo. |
| Inni e canzoni sacre per tutto l'anno | Milano, Moschenio, 1565  | Cracovia, Biblioteka Jagiellońska e, in microfilm, a Venezia, Fondazione Giorgio Cini | | |
| Magnificat                            | Venezia, Correggio, 1569 | Bologna, Museo Internazionale e Biblioteca della Musica Londra, British Library Norimberga, Staatsbibliothek                                                                                       | | |